# Dějiny Chorvatska

Chorvatské hranice v historii

V době Římské říše tvořily území dnešního Chorvatska dvě římské provincie, Panonie a Dalmácie. Po pádu Západořímské říše v 5. století n. l. si oblast na 50 let podrobili Ostrogóti, než byla začleněna do Byzantské říše.
Chorvatsko jako státní útvar se poprvé objevilo v 7. století v podobě Chorvatského knížectví a blízkého Knížectví Dolní Panonie, které byly sjednoceny a povýšeny na Chorvatské království trvající od roku 925 do roku 1918. Ve 12. století vstoupilo Chorvatské království do personální unie s Uherským královstvím. Nadále však byla zachována chorvatská státnost prostřednictvím Saboru a bána.
Období od 15. do 17. století bylo poznamenáno intenzivními boji mezi Osmanskou říší na jihu a Habsburskou monarchií na severu.
Po první světové válce a rozpadu Rakouska-Uherska bylo chorvatské území začleněno do Království Jugoslávie. Po německé invazi do Jugoslávie v dubnu 1941 vznikl Nezávislý stát Chorvatsko, spojenec Osy, který byl poražen v květnu 1945, týden po podpisu bezpodmínečné kapitulace nacistického Německa. Následně vznikla Socialistická republika Chorvatsko, členská republika Socialistické federativní republiky Jugoslávie. V roce 1991 vedení Chorvatska přerušilo vazby na Jugoslávii a po občanské válce vyhlásilo nezávislost.

## Území Chorvatska v pravěku
Území dnešního Chorvatska bylo osídleno po celou dobu pravěku. Fosílie člověka neandrtálského ze středního paleolitu byly nalezeny v severním Chorvatsku, nejznámější oblastí výskytu pak je okolí města Krapina. Zbytky neolitické a eneolitické kultury byly nalezeny po celém území země. Většina nálezů se vyskytla hlavně v údolích chorvatských řek, kde byly nalezeny památky z kultur Starčevo, Vučedol nebo kultury Bádenské.
Doba železná zanechala po sobě stopy v podobě nálezů z období osidlování území národem Ilyrů a Keltů. Později se na území státu objevují řecké kolonie, hlavně na ostrovech Hvar a Vis.

## Území Chorvatska v období starověku
V dobách před naším letopočtem žily v oblasti jihovýchodní Evropy, tedy i na území dnešního Chorvatska ilyrské kmeny, podle kterých toto území nazývalo Illyria. Zdejší obyvatelstvo se muselo od 3. století př. n. l. bránit římské expanzi a vedlo s Římany časté války. Později zde byla zřízena římská provincie Illyricum. Doba jejího vzniku není přesně známa. Mohlo se to stát již ve 2. století př. n. l., ale nejpozději za Caesara. Po rozdělení římské říše v roce 395 připadlo Illyricum k východní části římského impéria, později se stalo součástí byzantské říše.

## Příchod Slovanů a vznik středověkého chorvatského státu
Od konce 6. století trpělo území dnešního Chorvatska nájezdy kočovných Avarů a Slovanů. Slované postupně přivodili úpadek zdejšímu politickému panství Byzance, její církevní organizaci i byzantské kultuře. Podle vyprávění císaře Konstantina VII. Porfyrogenneta, který psal v polovině 10. století, sem prý přišli počátkem 7. století na pozvání císaře Herakleia Chorvaté. Tyto slovanské kmeny prý dosud sídlily kdesi za Karpatami v místě nazývaném Velké nebo Bílé Chorvatsko. Porazily Avary, část jich pobily a část zotročily, a s Herakleiovým souhlasem se tu usadily.
Chorvaté osídlili nejprve byzantské území při jadranském pobřeží (Dalmatské Chorvatsko), a později, po pádu avarské říše, také Dolní Panonii (Panonské Chorvatsko). Přestože do těchto oblastí i nadále zasahovaly mocenské zájmy východního císařství, nebyli Chorvaté vystaveni tak silnému byzantskému vlivu jako sousední Srbové. O to větší zájem jevila o jejich území od 8. století franská říše. Pod její svrchovanost se v 9. století dočasně dostali vládcové Panonského i Dalmatského Chorvatska. Současně se Chorvaté prosazovali ve vlastní Dalmácii, kde řada měst uznala jejich nadvládu. O jadranské pobřeží a ostrovy měly zájem také Benátky a Byzanc.
V roce 867 se Basileovi podařilo osvobodit z arabského obležení významné přístavní město Ragusu (Dubrovník) a poté zrestaurovat byzantské panství na jadranském pobřeží Balkánu, kde vzniklo thema Dalmácie. Podle císařova příkazu odváděla významná dalmatská města jako Split, Trogir nebo Zadar, který byl střediskem thematu, poplatky chorvatskému panovníkovi. Šlo zřejmě o tributum pacis – poplatek za svobodnou plavbu byzantských lodí po Jadranu.
Z církevního hlediska podléhalo Chorvatsko více římskému papežství, i když některá biskupství patřila stále pod svrchovanost konstantinopolského patriarchátu. Vzhledem k tomu, že k první christianizaci Chorvatů došlo již za Herakleiovy vlády, mohla zde být obnovena původní církevněsprávní centra z římské doby. Tak bylo například ve Splitu obnoveno starší salonské biskupství a také Římem založené biskupství v Ninu navázalo na starší tradici. Zřízením ninské diecéze v sídle chorvatských vládců dosáhl kníže Trpimír roku 864 vzniku samostatné chorvatské církevní organizace, o niž usiloval. V Ninu působilo později několik Metodějových žáků, kteří zde pěstovali slovanskou liturgii a písemnictví. Panonské Chorvatsko přijalo slovanskou liturgii již dříve, neboť se na výzvu papeže Jana VIII. stalo roku 873 součástí moravsko-panonské arcidiecéze, v jejímž čele stál arcibiskup Metoděj. Trpimír byl prvním vladařem, který použil pojem Chorvati pro obyvatelstvo svého knížectví. Založil vlastní dynastii (Trpimírovci) a právo vybírání daní uznala jemu i jeho následovníkům i mocná Byzantská říše.
Panovník často měnil své sídlo. Hlavní město se tak přesouvalo mezi městy jako např. Biograd na Moru, Omiš, Bihać a další.
Po zřízení thematu Dalmácie došlo k druhé christianizaci Chorvatů a k prvním christianizačním misiím u Srbů. Z Dalmácie pronikali do slovanského vnitrozemí řečtí misionáři a šířili zde byzantský vliv. Významnějších úspěchů na církevním poli bylo v tomto prostoru dosaženo po roce 886, kdy sem přišli žáci moravsko-panonského arcibiskupa Metoděje.

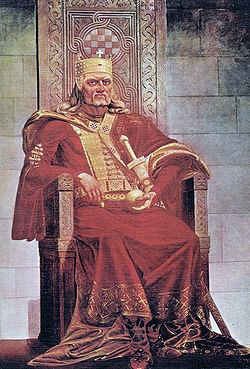
Tomislav, na obrazu chorvatského malíře z 19. století

Významným chorvatským vládcem byl kníže Tomislav z rodu Trpimírovců. Brzy po nástupu na trůn v roce 910 se mu podařilo připojit větší část Panonského Chorvatska, které bylo po roce 907 obsazeno maďarskými kočovníky. Toto území nese od 10. století název Sclavonia – Slavonie. Orientace chorvatského vládnoucího rodu Trpimírovců na papežství přinesla Tomislavovi významný zisk v podobě královského titulu (924 nebo 925). Zároveň první synoda ve Splitu v roce 925 výrazně omezila na podnět papeže Jana X. konání slovanských bohoslužeb v Chorvatsku a rozhodla o jednoznačné církevní orientaci země na Řím. Druhá synoda konaná ve Splitu roku 928 zrušila biskupství v Ninu, kde se slovanská liturgie pěstovala, a začlenila Chorvatsko do splitské arcidiecéze. V době ohrožení Chorvatska bulharskou expanzí navázal Tomislav spojenectví s Byzancí a pomohl jí s definitivní platností porazit cara Symeona. Byzanc uznávala královu svrchovanost v Dalmácii, která mu platila podobně jako Benátky tribut, a udělila mu čestný titul prokonzula.

## Personální unie s uherským královstvím
Roku 1102 se Chorvatsko spojilo personální unií s uherským královstvím (tzv. pacta conventa).. Následně byl ve městě Biograd na Moru korunován Koloman Uherský za chorvatského krále. Podle dohody byl panovník jeden, ve všech ostatních záležitostech však měla být obě království samostatná. Dalmácie byla kontrolována od roku 1167 Byzantskou říší, od roku 1409 Benátskou republikou.[zdroj?] Uherský král byl schopen obsadit Dalmácii jen na krátkou dobu. Na jihu regionu od 14. století existovala nezávislá Republika Dubrovník. Od poloviny 15. století bylo Chorvatsko a především jeho východní část Slavonie vystaveno tureckému výboji.
Ve 13. století byl poprvé sezván chorvatský Sabor, v roce 1273 nejprve v Záhřebu, svůj vlastní měla i Slavonie. V Saboru zasedali šlechtici a jeho předsedou byl chorvatský bán. Kromě šlechticů se jednání účastnili také zástupci královských měst. V roce 1351 zasedal první Sabor také v jižní části dnešního Chorvatska, a to v Lice. Kvůli tureckému nebezpečí byly chorvatský a slavonský Sabor přesídleny nejprve do Záhřebu, a poté po roce 1557 přestaly zasedat zcela.
Již na konci 14. století začali Turci sporadicky pronikat do oblasti řek Sávy a Drávy. Teprve ale až ve století patnáctém začaly turecké vpády na území nejprve nejvýchodnější Slavonie, a později i zbytku regionu a i centrálního Chorvatska přicházet s přibývající intenzitou. V roce 1477 se Turci objevili u dnešního města Varaždín. Do 80. let 15. století získali celou Bosnu a začali ohrožovat i dalmatské přístavy. Vojenskou pomoc vyslal tehdejší král Matyáš Korvín městům Zadar a Šibenik. Turci však obsadili celou oblast mezi řekami Cetina na severu a Neretva na jihu. Benátská republika s nimi sice uzavřela na krátkou dobu mír, již okolo roku 1520 se však turecké oddíly nacházely opět v blízkosti pobřežních měst.
Po bitvě u Moháče bylo od 1. ledna 1527 Chorvatsko v rámci Uher v personální unii s Rakouskem. Při bitvě padl poslední uherský král a podle dohodnuté smlouvy měla uherská (a tedy i chorvatská) koruna připadnout Habsburkům. V roce 1527 nakonec i chorvatský sněm souhlasil s korunovací Ferdinanda I. za chorvatského krále.
Roku 1529 byla zřízena tzv. Vojenská hranice. Do této oblasti při dnešní hranici s Bosnou a Hercegovinou směřovala vlna křesťanských uprchlíků z oblasti dnešního Srbska, kteří zde změnili náboženskou a později i etnickou strukturu. Turecké výboje sice pokračovaly, Osmanům se však nedařilo postupovat do chorvatského Záhoří a dále na sever. Přestože uskutečnili několik vpádů, nebyli s to celou oblast ovládnout. Z Chorvatska nicméně zbylo jen velmi malé území; nemalý zábor Osmanské říše ještě rozšířila i militarizace pohraničních zón. Území země se zmenšilo na 16 800 km2
Až okolo roku 1700 došlo k osvobození Slavonie od turecké nadvlády, jejíž území bylo rozděleno mezi Vojenskou hranici a nově vzniklou rakouskou korunní zemi Království Slavonie, jež bylo roku 1745 spojeno s užším Chorvatskem do Chorvatsko-Slavonského království.
Během napoleonských válek porazila Francie roku 1809 Rakousko, a značná část území dnešního Chorvatska je pak až do roku 1814 v rámci tzv. Ilyrských provincií anektována Francií. Kromě území Dalmácie jako takové a tamní části vojenské hranice tam byla nakonec začleněna i Republika Dubrovník, k jejíž neslavnému konci došlo na začátku roku 1808. Francouzi v okupovaných oblastech začali provádět rozsáhlé proměny; upravovali správu podle svého vzoru, což vedlo k modernizaci.
Ekonomicky bylo Chorvatsko jedním z nejslabších článků Rakouska. Přestože zavedením tzv. Code civil a modernizací ve školství se dosáhlo ve Francouzi okupovaných oblastech jistého pokroku, Chorvatsko nenastupovalo na cestu zprůmyslnění stejně rychlým způsobem, jako ostatní evropské země. Vznikaly sice nové cechy, několik textilních manufaktur, které byly na přelomu 18. a 19. století v zemi vybudováno, se ale neujalo a většina z nich zanikla. Teprve až ve 20. století se dařilo zakládat nové provozy a zvýšit tak výrobu. Manufaktury vznikaly často také s účastí Němců, kteří již ve své domovině byli na takový způsob produkce zvyklí a Chorvatsko bylo vhodným místem, kde bylo možné využít levnou pracovní sílu. Někteří odborně vzdělaní pracovníci ovšem nebyli v Chorvatsku dostupní, přijížděli z rozvinutějších oblastí, například z Vídně. Vyrábělo se sklo, zpracovávalo se dřevo, dařilo se hedvábnictví. První železniční tratě získalo dnešní Chorvatsko až v roce 1860 a později.

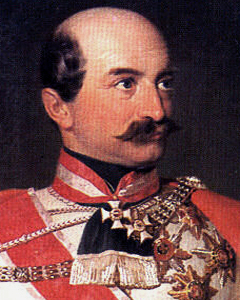
Bán Josip Jelačić

Od roku 1815 pak dochází v souvislosti s růstem národního uvedomění Maďarů k posilování maďarizačních snah.[zdroj?] Reakcí na ně bylo roku 1849 osamostatnění Chorvatsko-Slavonského království v rámci Rakouska.[zdroj?] Po rakousko-uherském vyrovnání roku 1867, bylo Chorvatsko-Slavonsko vráceno do rámce Uher, ale roku 1868 získalo po Uhersko-Chorvatském vyrovnání částečnou autonomii v rámci Zalitavska, v němž pak setrvalo až do roku 1918. Velkým snem tehdejší politické reprezentace se stalo vyrovnání revidovat tak, aby míra autonomie byla vyšší a zároveň byla země postavena na roveň obou dvou celků mocnářství, tedy tzv. trialismus. Trialismus měl být řešením především v souvislosti s tzv. Bosenskou krizí, kdy Bosna a Hercegovina se sice stala součástí Rakousko-Uherska, žádná z částí monarchie však nebyla schopna ji přičlenit ke svému území.

## Doba Království SHS a Království Jugoslávie
1. prosince 1918 se stává součástí Království Srbů, Chorvatů a Slovinců (Království SHS), a to spojením Státu Slovinců, Chorvatů a Srbů, který se na podzim 1918 utvořil z jihoslovanských území Rakousko-Uherska (Chorvatsko a Slavonie, Dalmácie, Bosna a Hercegovina, Kraňsko a Dolní Štýrsko), se Srbským královstvím, ke kterému se připojila i Černá Hora a bývalé rakouskourehské oblasti Banat, Bačka a Baranja. V rámci Království SHS dochází spojením Chorvatska-Slavonska a Dálmacie ke vzniku Chorvatska, které bylo jednou z autonomních zemí království SHS[zdroj⁠?!]. 3. října 1929 se Království SHS přeměnilo na centralistické Království Jugoslávie.
Chorvatsko patřilo k bohatším částem Jugoslávie, neboť jako součást Rakousko-Uherska sem bylo podstatným způsobem investováno, a to v nemalé míře. Na druhou stranu byly však v Chorvatsku vyšší daně než v Srbsku, místní peníze se po skončení války směňovaly za nové dináry v kurzu 4:1 což vzbudilo nemalou vlnu nevole. Hospodářská situace i tak však nebyla příliš šťastná, dobře se dařilo hlavně německým a dalším komunitám.
Ve dvacátých letech 20. století se formovalo hnutí Ustašovců, které bylo zaměřeno proti Srbům, ale jejím hlavním cílem byla likvidace národní monarchie. Ustašovci se nicméně nevzdali plánu na ovládnutí celého Balkánu. Hnutí bylo vedeno Antem Paveličem. Spojence našli Ustašovci v makedonské VMRO, ale podporu získali i ze strany nově se formujících fašistických vlád v Evropě, hlavně v Itálii, jejíž režim byl vůči Bělehradu otevřeně nepřátelský a chorvatské fašisty podporoval. Silnými baštami povstalců se staly hornaté, těžko přístupné, chudé a etnicky smíšené oblasti tehdejšího Chorvatska. Hlavním cílem Ustašovců byl král, Srb Alexandr I. Karađorđević. Po prvním neúspěšném pokusu 17. prosince 1933 se ustašovskému komandu povedla akce z 9. října 1934. Při státní návštěvě v Marseille makedonský atentátník Vlado Černozemski krále smrtelně zranil. Jeho výstřely usmrtily i tehdejšího francouzského ministra zahraničí Barthoua a řidiče jejich automobilu.
Na frontě demokratické politiky v Jugoslávii a tedy i Chorvatsku získala hlavní vliv Chorvatská rolnická strana pod vedením Stjepana Radiće. Ta se stavěla do opozice vůči tehdejším srbským i dalším (například islámským) politickým silám. V dobách značné nestability, kterou byla 20. léta docházelo k častému střídání vlád i napjatým vztahům. Ty vyvrcholily v roce 1928 střelbou v bělehradském parlamentu a zavedením centralistického režimu.

## Druhá světová válka

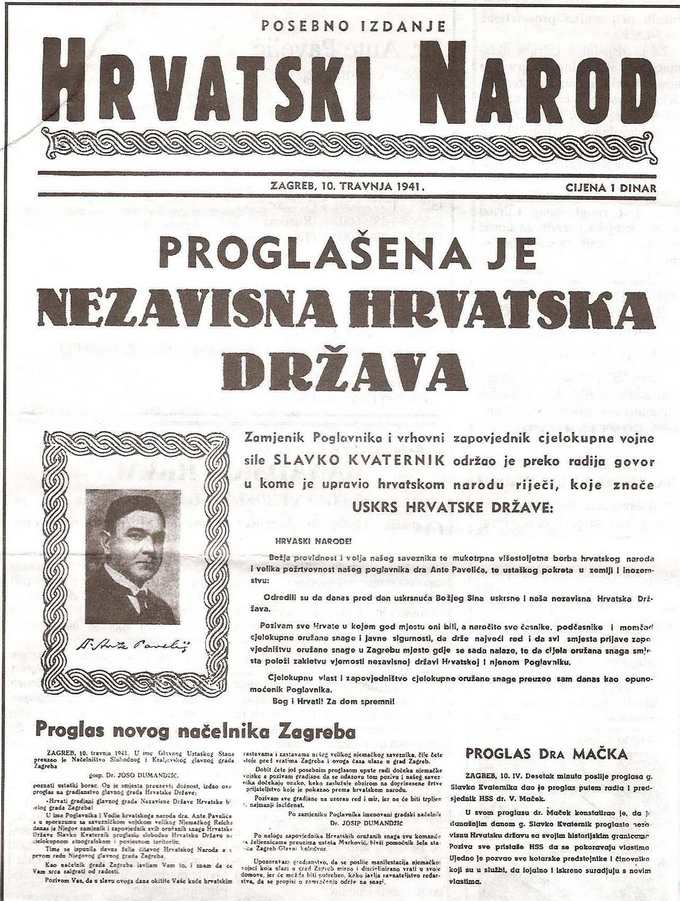
Vyhlášení Nezávislého státu Chorvatsko

V rámci královské Jugoslávie získalo roku 1939 Chorvatsko jistou autonomii vytvořením Chorvatské bánoviny. Vztahy mezi Srby a Chorvaty se začaly zhoršovat již v druhé polovině 30. let a autonomie Chorvatska měla být snahou jak situaci uklidnit. Po faktické likvidaci Jugoslávie nacistickým Německem okupací na jaře 1941 vyhlásili chorvatští ustašovci Nezávislý stát Chorvatsko, obsahující větší část chorvatských zemí a rovněž celou Bosnu a Hercegovinu. Hlavní postavou nového státu byl Ante Pavelić, který přijal titul vůdce.
Chorvatsko bylo prohlášeno monarchií, jako hlava státu byl oficiálně Tomislav II., který pocházel z savojské dynastie. Ten však ale nedisponoval žádnou reálnou mocí. První zákony chorvatského státu byly namířeny proti Srbům. Byly zavřeny jejich pravoslavné kostely, nesmělo se užívat jejich písmo – cyrilice, byl dán zákaz jejich vycházení v noci. Na rukávech museli nosit nápadné pásky s písmenem P (pravoslavný). Po upevnění moci Ante Paveliće byl rozpoután proti Srbům teror, který měl podobu vraždění civilního obyvatelstva, zřizování koncentračních táborů, vyhánění, či násilné katolizace. Tato genocida si vyžádala několik stovek tisíc životů Srbů, Židů i Romů. Naopak muslimské obyvatelstvo bylo zvýhodňováno, aby bylo možné zajistit jeho podporu pro tehdejší režim.
Za války stál v čele partyzánského odboje budoucí jugoslávský prezident Josip Broz Tito. Právě partyzáni, kteří podnikali na území NDH různé záškodnické akce, se později stali reálným postrachem chorvatského fašistického režimu.

## Chorvatsko v socialistické Jugoslávii

### 50. a 60. léta
V poválečném období bylo Chorvatsko ustanoveno jako lidová (1945 – 1963), resp. socialistická (1963 – 1990) republika v rámci Federativní lidové, resp. Socialistické federativní republiky Jugoslávie. V období let 1945 – 1990 bylo po Slovinsku druhou nejrozvinutější jugoslávskou republikou. Praxí, která byla zavedená během třetí pětiletky bylo zřízení tzv. fondu pro nerozvinuté republiky, do kterého muselo Chorvatsko přispívat stejně, jako ostatní. Díky vysoké úrovni ekonomiky (v poměru k celé Jugoslávii dosahovalo Chorvatsko 120 % průměru) přispívalo na řadu nerozvinutých oblastí země, jakými byly např. Kosovo, Makedonie, či Bosna a Hercegovina.
Po tzv. Brionském plénu v roce 1966 došlo k personálním změnám ve vedení SKJ. Převážily decentralistické koncepce řízení státu. To znamenalo také i liberalizaci poměrů, která byla pro celý východní blok netypická a typicky jugoslávská. Nyní bylo možné o dlouhotrvajících problémech diskutovat, aniž by se politici museli obávat tvrdých trestů, internací apod., jako tomu bylo během 50. let. Z toho těžilo především Chorvatsko, které zastávalo antiunitaristické koncepce a bylo spíše příznivcem větší míry samostatnosti jednotlivých socialistických republik.[zdroj?]

### Chorvatské jaro

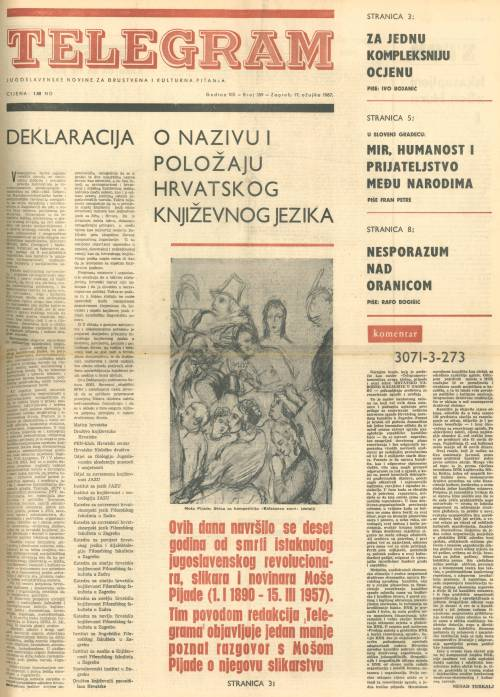
Deklarace o názvu a postavení chorvatského spisovného jazyka otevřela otázku existence společného jazyka a později i společného státu

V roce 1967 vydala řada chorvatských institucí s maticí Chorvatskou v čele Deklaraci o názvu a postavení chorvatského jazyka, čímž napadla koncept bratrství a jednoty jugoslávských národů a řadu vzájemných srbsko-chorvatských jazykových dohod. Společnost byla rozdělena, avšak postupem času získali stoupenci jazykové nezávislosti převahu, což vyvrcholilo v letech 1971 a 1972 procesem, známým jako Chorvatské jaro (také Maspok). Do popředí ale vystoupily i četné další otázky. Ekonomická reforma z poloviny 60. let umožnila nově vycestovat občanům Jugoslávie za prací do zemí západní Evropy, což sice vedlo k poklesu nezaměstnanosti, zároveň ale také k obavám, že postupem času by žádní Chorvaté také doma nemuseli zůstat a zemi by "ovládla" srbská menšina. Další ekonomickou otázkou pak bylo přerozdělování deviz, tedy "tvrdých" peněz, které Jugoslávie získávala od zahraničních turistů – především na jadranském pobřeží, které patří Chorvatsku. Jugoslávské politické vedení v čele s Josipem Brozem Titem se ocitlo v krizi, problém vyřešilo silou – potrestáním odpovědných osob a kompletní výměnou politických představitelů Chorvatska. Matice chorvatská byla reorganizována a její působnost byla značně omezena, tak, aby nemohla dále vystupovat – jak tvrdili komunisté – jako "další politická strana".[zdroj?]

### 80. léta
Během 80. let se začaly problémy stupňovat. Kromě dosud nevyřešených komplikací, které byly již zmíněny, se začaly objevovat rozpory mezi srbským a chorvatským vnímáním samotné podstaty společného státu. Zatímco Srbové, kteří měli v Chorvatsku (ale i dalších svazových republikách) tíhli k centralistickým představám, chorvatské politické vedení toto ostře odmítalo. Ke společenské krizi, která zachvátila všechny socialistické země se velmi rychle přidala krize ekonomická. V samotné Jugoslávii se projevila především dramatickým růstem cen, následně inflací a nezaměstnaností. Vrcholem krize byl nástup Slobodana Miloševiće v sousedním Srbsku a oživení srbské nacionalistické rétoriky, která se kromě samotného Srbska stále nápadněji soustřeďovala především na oblasti chorvatské (tzv. Krajinu, tedy převážně Srby obývané oblasti Chorvatska).
Komunistické vedení republiky projevovalo stále větší obavy z možného vměšování se do vnitřních záležitostí socialistické republiky Chorvatsko. V tisku se objevovala ostrá odmítnutí řady praktik Slobodana Miloševiće a Svazu komunistů Srbska. V chorvatské společnosti však byly otevřeny dveře k radikalizaci poměrů; po srbském nacionalismu se začal budit postupně i nacionalismus chorvatský, což vedlo také k obnovení starých antagonismů i z časů druhé světové války.

### Rozpad mocenského monopolu komunistické strany
Rozklad mocenského monopolu komunistické strany, který začal v druhé polovině 80. let a vyvrcholil na 14. kongresu SKJ odchodem slovinské a chorvatské delegace ze sálu, pokračoval legalizací zcela nových politických uskupení. V Chorvatsku bylo zformováno Chorvatské demokratické společenství (HDZ) v čele s budoucím prezidentem nezávislého státu Franjem Tuđmanem, ve kterém řada politiků byla dříve zapojena do procesů Chorvatského jara. Kampaň HDZ před prvními demokratickými volbami byla masová. Konala se četná veřejná shromáždění, která neměla daleko do podobných v Srbsku před několika lety. Manifestace chorvatství vedla přirozeně k negativním odezvám mezi chorvatskými Srby. V prvních svobodných volbách získalo HDZ drtivou převahu; komunisté dosáhli sotva 14% výsledku.[zdroj?] Nové vedení prosadilo dodatky republikové ústavy. Chorvatsko se stalo státem pouze Chorvatů, který sám rozhoduje o své účasti v jugoslávském svazku; Srbové byli nově definováni nikoliv jako konstitutivní národ, ale menšina, podobně jako byli již Maďaři, Italové, či Češi. Nová politická moc nacionalistického ražení začala rychle s opatřeními pro odstranění cyrilice z řady oblastí, např. v kultuře. Jedním z řady hesel se stal "návrat k západní civilizaci".
Srbové v Chorvatsku považovali novou moc za něco nepřijatelného, ohrožujícího fungování jugoslávského státu. V neústupnosti měli již dlouhou dobu podporu Slobodana Miloševiće, který se pokusil spojit srbskou národnostní otázku s jugoslávskou[zdroj?], což vedlo v chorvatském, ale např. i slovinském prostředí k velmi rychlému nárůstu obav z velkosrbského nacionalismu. Svojí nespokojenost s rodící se demokratickou chorvatskou reprezentací, kterou potvrdily volby na jaře 1990, dali najevo na původně partyzánském shromáždění na Petrovoj gori v březnu 1990. V květnu pak došlo k nevídané rvačce mezi fanoušky Dinama Záhřeb a Crvene zvezdy. Skandována byla nacionalistická hesla jak ze strany fanoušků srbských, tak chorvatských.
Jugoslávská lidová armáda, která se přirozeně obávala vypuknutí násilností, nechala v roce 1989 a 1990 zabavit všechny zbraně, kterými disponovaly jednotky místní teritoriální obrany (republikové armády). To v chorvatském politickém vedení vyvolalo urgentní potřebu získat jakoukoliv cestou zbraně a mediální diskuze o tom, jestli skutečně chorvatská vláda zajišťuje tajnými kanály zbraně z bývalé Východní Evropy. Dle Dejana Joviće byly do Chorvatska na konci roku 1990 převáženy zbraně z Maďarska přes hraniční řeku Drinu. Další zbraně potom přicestovaly z bývalého Východního Německa.
Na konci srpna 1990 Srbové přijali Dekleraci suverenity a autonomie srbského lidu, která měla chránit jejich zájmy, pokud se Chorvatsko skutečně odtrhne od federace. Tu schválili referendem a ve městě Knin ustanovili centrum tohoto nového autonomního regionu. Ten byl uznán ústavním soudem mladé republiky za neplatný a z chorvatské strany zrušen. K naplnění tohoto rozhodnutí však bylo potřeba síly; do krizových oblastí byly vyslány jednotky chorvatské policie, a došlo tak k prvním nepokojům.

## Samostatné Chorvatsko

### Vyhlášení nezávislosti
30. května 1991 rozhodl parlament v Záhřebu, že země se odtrhne od federace, pokud nebude do konce června dosaženo dohody o novém státoprávním uspořádání Jugoslávie. Obdobný krok učinilo i vedení Slovinska.
Ve stejný den Srbové vyhlásili Republiku Srbská Krajina jako samostatnou součást SFRJ, kde platily pouze srbské zákony. Mnoho obyvatel tehdejší Jugoslávie protestovalo v hlavním městě Bělehradě, demonstrující však rozehnala armáda. Tím zároveň i manifestovala svoje odhodlání bránit stát a potlačit národnostní nepokoje. Spory o okolí Plitvice mezi Srby a Chorvaty, kde navíc intervenovala i Jugoslávská lidová armáda, ukazovaly stále jasně, že konflikt eskaluje. Během několika letních měsíců získali srbští povstalci celou oblast pod svojí kontrolu. Chorvatské obyvatelstvo bylo vyháněno.

### Válka za nezávislost

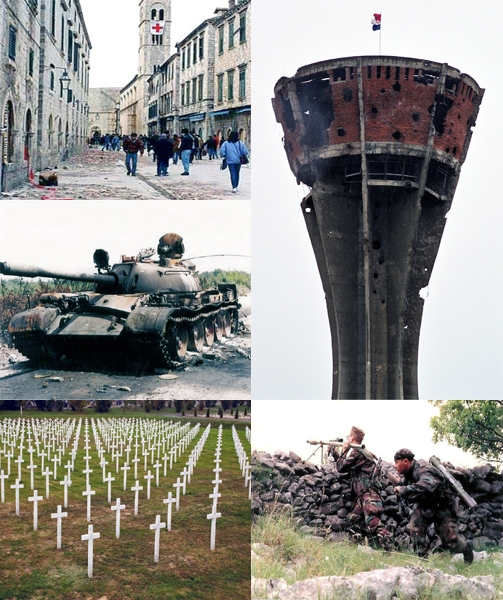
Chorvatská válka za nezávislost – během léta 1991 se řada oblastí obývaných Srby proměnila velmi rychle ve válečnou zónu – poprvé od Druhé světové války zažila Evropa konflikt takového rozsahu

Jugoslávská armáda podpořila Srby žijící v Chorvatsku, začala válka. Objevil se však ještě další spor, a tím byla Bosna a Hercegovina, která se již také postupně oddělovala od umírajícího státu. Jako kompromis Srbové předložili plán přestavby země v konfederaci, na to bylo ale již příliš pozdě – země chtěly nezávislost. Do roku 1992 získali Srbové kontrolu nad jednou třetinou území Chorvatska, poškozena již byla města Vukovar a Dubrovník. Přestože v roce 1994 obě strany souhlasily se zastavením palby, rozhovory mezi nimi ztroskotaly. Boje nebylo schopné zastavit ani NATO, OSN či EU. Během roku 1995 provedla chorvatská armáda Operaci Bouře (chorvatsky Operacija Oluja), během níž se její síly rychle zmocnily západní části Slavonie, bylo vyhnáno na 200 000 Srbů a několik tisíc zabito. Armáda byla schopná se přesunout dále do východní Slavonie, tento přesun, který by donutil opustit domovy podstatně více Srbů, však byl pod nátlakem USA zrušen. Území Východní Slavonie bylo předáno pod správu OSN po tři roky, na začátku roku 1998 byla oblast opět předána Chorvatské vládě a zbývající Srbové, kteří zde žili, se stali chorvatskými občany.

### Chorvatsko na cestě k integraci do evropských struktur
Nezávislé Chorvatsko bylo po ukončení všech bojů z velké části zničené; hlavně ve východní Slavonii a v dalmatském vnitrozemí, stalo se příjemcem mezinárodní pomoci (pomáhají tu USA a EU ještě dnes). Za vlády Franja Tuđmana byly navíc „národnostní otázky důležitější než demokracie“. Následkem toho bylo omezování tisku a pouze částečná spolupráce s Mezinárodním tribunálem pro bývalou Jugoslávii (ICTY). V roce 2000 byl prezidentem země zvolen spolupracovník Tuđmana, Stjepan Mesić, který slíbil, že Chorvatsko se stane mírumilovnější a evropštější zemí. Země měla také ambice vstoupit do NATO a Evropské unie; poslední překážka, generál Ante Gotovina, jehož vydání si země EU vyžádaly pro zahájení vstupních rozhovorů se zemí, byla splněna teprve v prosinci roku 2005. 1. dubna 2009 bylo Chorvatsko přijato do NATO. 1. července 2013 se Chorvatsko stalo členem EU..
V únoru 2020 se stal chorvatským prezidentem bývalý premiér Zoran Milanović. Od 1. ledna 2023 je Chorvatsko členem Eurozóny a Schengenského prostoru.